# Клёйтген, Йозеф
Йозеф Клёйтген (нем. Josef Kleutgen; 9 сентября 1811, Дортмунд — 13 января 1883) — немецкий католический богослов, философ, иезуит. Выступал в качестве эксперта  на Первом Ватиканском соборе. 

## Биография
Клёйтген родился в Дортмунде, Вестфалия в 1811 году. Он начал учебу с намерением стать священником, но из-за протестантской среды школы, которую он посещал, его рвение к религии постепенно остыло. С 28 апреля 1830 года по 8 января 1831 года он изучал филологию в Мюнхенском университете. 
Был преподавателем германской коллегии и консультантом конгрегации индекса в Риме.

## Труды
- «Philosophie der Vorzeit verteidigt» (2 изд.: 2 тома., Мюнстер, 1860—1863; Инсбрук, 1878);
- «Die Theologie der Vorzeit verteidigt» (Мюнстер, 1860—1873);
- «Die oberste Lehrgewalt des römischen Bischofs» (1870);
- «Institutiones theologicae» (т. I, Регенсбург, 1881);
- «Das Evangelium des heiligen Matthäus» (Фрейберг, 1882);
- «Kleinere Schriften» (Мюнстер, 1868—1874).

Клейтген, Иосиф // Энциклопедический словарь Брокгауза и Ефрона : в 86 т. (82 т. и 4 доп.). — СПб., 1890—1907.